# Zazà
Zazà es una ópera en cuatro actos compuesta por Ruggero Leoncavallo sobre un libreto en italiano del mismo compositor. Se estrenó en el Teatro Lírico de Milán el 10 de noviembre de 1900.
Esta ópera se representa muy poco. En las estadísticas de Operabase aparece con sólo una representación en el período 2005-2010 y otra en 2016.

## Personajes
| Personaje                         | Tesitura     | Reparto el 10 de noviembre de 1900 Director: Arturo Toscanini |
| --------------------------------- | ------------ | ------------------------------------------------------------- |
| Zazà, cantante de cabaret.        | soprano      | Rosina Storchio                                               |
| Milio Dufresne, amante de Zazà,   | tenor        | Edoardo Garbin                                                |
| Cascart, cantante de cabaret,     | barítono     | Mario Sammarco                                                |
| Anaide, madre de Zazà,            | mezzosoprano | Clorinda Pini-Corsi                                           |
| Bussy, un periodista.             | barítono     | Lucio Aristi                                                  |
| Natalia, doncella de Zazà.        | mezzosoprano | Adalgisa Fabbrini                                             |
| Señora Dufresne, esposa de Milio. | contralto    | Ines Rosalba                                                  |